# سونه بریسترم
سونه بریسترم (سوئدی: Sune Bergström; زاده ۱۰ ژانویهٔ ۱۹۱۶ – درگذشته ۱۵ اوت ۲۰۰۴) یک دانشمند در زمینه زیست‌شیمی اهل سوئد بود.
وی همچنین برنده جوایزی همچون جایزه نوبل فیزیولوژی و پزشکی شده‌است.